# Вангел Калеичев
Вангел Калеичев или Калейчев е български просветен деец и революционер, деец на Вътрешната македоно-одринска революционна организация.

## Биография
Калеичев е роден в 1868 година във воденското село Владово, тогава в Османската империя, днес Аграс, Гърция. Учи в българската гимназия в Солун. В 1893 година завършва химия в Софийския университет и става учител в Сяр. Занимава се и с революционна дейност и е член на Серския окръжен революционен комитет. Делегат е на Солунския конгрес на ВМОРО в 1896 година.
От 1896 до 1898 година Калеичев е директор на Прилепското българско мъжко класно училище и председател на Прилепския революционен комитет.